# 343. strelska divizija (ZSSR)
343. strelska divizija (izvirno rusko 343. стрелковая дивизия; kratica 343. SD) je bila strelska divizija Rdeče armade v času druge svetovne vojne.

## Zgodovina
Divizija je bila ustanovljena avgusta 1941 in maja 1942 je bila preimenovana v 97. gardno strelsko divizijo. Ponovno so jo ustanovili februarja 1944 v Mogilevu.